# Ciambauamba
Ciambauamba è un singolo del cantautore italiano Pop X, pubblicato il 23 maggio 2019.

## Tracce
1. Ciambauamba – 3:42

## Formazione
- Davide Panizza – voce, produzione